# Grande Prêmio da Bélgica de 1991
Resultados do Grande Prêmio da Bélgica de Fórmula 1 realizado em Spa-Francorchamps em 25 de agosto de 1991. Décima primeira etapa do campeonato, foi vencido pelo brasileiro Ayrton Senna, que subiu ao pódio junto a Gerhard Berger numa dobradinha da McLaren-Honda, com Nelson Piquet em terceiro pela Benetton-Ford.

## Resumo

### Bastidores belgas
Bertrand Gachot foi condenado a 18 meses de cadeia por atirar spray de pimenta em um motorista de táxi após um acidente de trânsito em dezembro de 1990. Sem Gachot, a Jordan fecha com Michael Schumacher na prova belga. O jovem alemão de 22 anos participa do Mundial de Marcas, correndo como piloto oficial da Mercedes.

### Treinos
Riccardo Patrese marcou 1:48.661 no segundo treino classificatório e deveria largar na 2ª posição, mas na inspeção notou-se que um fio estava rompido. Constatou-se que a marcha à ré não estava funcionando, o que fere o artigo técnico 9.2 do regulamento da entidade. O italiano foi desclassificado e larga na 17ª posição com o tempo do primeiro dia classificatório..

### Outros
- Estreia de Michael Schumacher na prova belga. A participação de Schumacher durou até a subida da curva "Eau Rouge". O piloto alemão abandonou a prova sem completar a volta com problemas na embreagem de seu Jordan número 32.
- 60º e último pódio de Nelson Piquet na Fórmula 1;
- Última corrida de Roberto Moreno na equipe Benetton;
- Primeiro ponto de Mark Blundell na carreira
- Primeiro ponto do motor Yamaha na categoria.

## Classificação da corrida

### Pré-classificação
| Pos. | Nº | Piloto             | Construtor     | Tempo    | Dif.    |
| ---- | -- | ------------------ | -------------- | -------- | ------- |
| 1    | 7  | Martin Brundle     | Brabham-Yamaha | 1:54.929 | —       |
| 2    | 8  | Mark Blundell      | Brabham-Yamaha | 1:56.446 | + 1.517 |
| 3    | 14 | Olivier Grouillard | Fondmetal-Ford | 1:58.447 | + 3.518 |
| 4    | 10 | Alex Caffi         | Footwork-Ford  | 1:59.460 | + 4.531 |
| 5    | 9  | Michele Alboreto   | Footwork-Ford  | 1:59.910 | + 4.981 |
| 6    | 17 | Gabriele Tarquini  | AGS-Ford       | 1:59.972 | + 5.043 |
| 7    | 31 | Pedro Chaves       | Coloni-Ford    | 2:01.921 | + 6.992 |
| 8    | 18 | Fabrizio Barbazza  | AGS-Ford       | 2:03.766 | + 8.837 |

### Treinos
| Pos.    | Nº | Piloto             | Construtor         | Q1        | Q2        | Dif.    |
| ------- | -- | ------------------ | ------------------ | --------- | --------- | ------- |
| 1       | 1  | Ayrton Senna       | McLaren-Honda      | 1:49.100  | 1:47.811  | —       |
| 2       | 27 | Alain Prost        | Ferrari            | 1:51.369  | 1:48.821  | + 1.010 |
| 3       | 5  | Nigel Mansell      | Williams-Renault   | 1:50.666  | 1:48.828  | + 1.017 |
| 4       | 2  | Gerhard Berger     | McLaren-Honda      | 1:49.485  | 12:29.200 | + 1.674 |
| 5       | 28 | Jean Alesi         | Ferrari            | 1:51.832  | 1:49.974  | + 2.163 |
| 6       | 20 | Nelson Piquet      | Benetton-Ford      | 1:53.371  | 1:50.540  | + 2.729 |
| 7       | 32 | Michael Schumacher | Jordan-Ford        | 1:53.290  | 1:51.212  | + 3.401 |
| 8       | 19 | Roberto Moreno     | Benetton-Ford      | 1:53.664  | 1:51.283  | + 3.472 |
| 9       | 23 | Pierluigi Martini  | Minardi-Ferrari    | 1:53.460  | 1:51.299  | + 3.488 |
| 10      | 4  | Stefano Modena     | Tyrrell-Honda      | 1:52.899  | 1:51.307  | + 3.496 |
| 11      | 33 | Andrea de Cesaris  | Jordan-Ford        | 1:54.186  | 1:51.986  | + 4.175 |
| 12      | 16 | Ivan Capelli       | Leyton House-Ilmor | 1:53.603  | 1:52.113  | + 4.302 |
| 13      | 8  | Mark Blundell      | Brabham-Yamaha     | 1:54.814  | 1:52.377  | + 4.566 |
| 14      | 22 | J. J. Lehto        | Dallara-Judd       | 1:54.211  | 1:52.417  | + 4.606 |
| 15      | 15 | Maurício Gugelmin  | Leyton House-Ilmor | 1:56.027  | 1:52.623  | + 4.812 |
| 16      | 7  | Martin Brundle     | Brabham-Yamaha     | 1:54.921  | 1:52.626  | + 4.815 |
| 17      | 6  | Riccardo Patrese   | Williams-Renault   | 1:52.646  | 1:48.661  | + 4.835 |
| 18      | 25 | Thierry Boutsen    | Ligier-Lamborghini | 1:54.446  | 1:52.709  | + 4.898 |
| 19      | 24 | Gianni Morbidelli  | Minardi-Ferrari    | 1:57.232  | 1:52.896  | + 5.085 |
| 20      | 29 | Eric Bernard       | Lola-Ford          | 1:55.679  | 1:53.309  | + 5.498 |
| 21      | 12 | Johnny Herbert     | Lotus-Judd         | 1:55.523  | 1:53.361  | + 5.550 |
| 22      | 3  | Satoru Nakajima    | Tyrrell-Honda      | 1:55.874  | 1:53.494  | + 5.683 |
| 23      | 14 | Olivier Grouillard | Fondmetal-Ford     | 1:55.945  | 1:53.628  | + 5.817 |
| 24      | 11 | Mika Häkkinen      | Lotus-Judd         | 1:55.483  | 1:53.799  | + 5.988 |
| 25      | 21 | Emanuele Pirro     | Dallara-Judd       | 1:56.131  | 1:53.839  | + 6.028 |
| 26      | 26 | Erik Comas         | Ligier-Lamborghini | 1:56.218  | 1:53.847  | + 6.036 |
| 27      | 30 | Aguri Suzuki       | Lola-Ford          | 1:56.594  | 1:53.869  | + 6.058 |
| 28      | 34 | Nicola Larini      | Lambo-Lamborghini  | 1:56.561  | 1:54.781  | + 6.970 |
| 29      | 10 | Alex Caffi         | Footwork-Ford      | 1:57.556  | 1:57.338  | + 9.527 |
| 30      | 35 | Eric van de Poele  | Lambo-Lamborghini  | 35:03.624 | 1:57.746  | + 9.935 |
| Fontes: |    |                    |                    |           |           |         |

### Corrida
| Pos.    | Nº | Piloto             | Construtor         | Voltas              | Tempo/Diferença     | Grid                | Pontos              |
| ------- | -- | ------------------ | ------------------ | ------------------- | ------------------- | ------------------- | ------------------- |
| 1       | 1  | Ayrton Senna       | McLaren-Honda      | 44                  | 1:27ː17.669         | 1                   | 10                  |
| 2       | 2  | Gerhard Berger     | McLaren-Honda      | 44                  | + 1.901             | 4                   | 6                   |
| 3       | 20 | Nelson Piquet      | Benetton-Ford      | 44                  | + 32.176            | 6                   | 4                   |
| 4       | 19 | Roberto Moreno     | Benetton-Ford      | 44                  | + 37.310            | 8                   | 3                   |
| 5       | 6  | Riccardo Patrese   | Williams-Renault   | 44                  | + 57.187            | 17                  | 2                   |
| 6       | 8  | Mark Blundell      | Brabham-Yamaha     | 44                  | + 1ː40.035          | 13                  | 1                   |
| 7       | 12 | Johnny Herbert     | Lotus-Judd         | 44                  | + 1ː44.599          | 21                  |                     |
| 8       | 21 | Emanuele Pirro     | Dallara-Judd       | 43                  | + 1 volta           | 25                  |                     |
| 9       | 7  | Martin Brundle     | Brabham-Yamaha     | 43                  | + 1 volta           | 16                  |                     |
| 10      | 14 | Olivier Grouillard | Fondmetal-Ford     | 43                  | + 1 volta           | 23                  |                     |
| 11      | 25 | Thierry Boutsen    | Ligier-Lamborghini | 43                  | + 1 volta           | 18                  |                     |
| 12      | 23 | Pierluigi Martini  | Minardi-Ferrari    | 42                  | Câmbio              | 9                   |                     |
| 13      | 33 | Andrea de Cesaris  | Jordan-Ford        | 41                  | Motor               | 11                  |                     |
| Ret     | 4  | Stefano Modena     | Tyrrell-Honda      | 33                  | Vazamento de óleo   | 10                  |                     |
| Ret     | 22 | J. J. Lehto        | Dallara-Judd       | 33                  | Pressão do óleo     | 14                  |                     |
| Ret     | 28 | Jean Alesi         | Ferrari            | 30                  | Motor               | 5                   |                     |
| Ret     | 24 | Gianni Morbidelli  | Minardi-Ferrari    | 29                  | Câmbio              | 19                  |                     |
| Ret     | 11 | Mika Häkkinen      | Lotus-Judd         | 25                  | Motor               | 24                  |                     |
| Ret     | 26 | Erik Comas         | Ligier-Lamborghini | 25                  | Motor               | 26                  |                     |
| Ret     | 5  | Nigel Mansell      | Williams-Renault   | 22                  | Pane elétrica       | 3                   |                     |
| Ret     | 29 | Eric Bernard       | Lola-Ford          | 21                  | Câmbio              | 20                  |                     |
| Ret     | 16 | Ivan Capelli       | Leyton House-Ilmor | 13                  | Motor               | 12                  |                     |
| Ret     | 3  | Satoru Nakajima    | Tyrrell-Honda      | 7                   | Rodou               | 22                  |                     |
| Ret     | 27 | Alain Prost        | Ferrari            | 2                   | Pane seca           | 2                   |                     |
| Ret     | 15 | Maurício Gugelmin  | Leyton House-Ilmor | 1                   | Motor               | 15                  |                     |
| Ret     | 32 | Michael Schumacher | Jordan-Ford        | 0                   | Embreagem           | 7                   |                     |
| DNQ     | 30 | Aguri Suzuki       | Lola-Ford          | Não qualificado     | Não qualificado     | Não qualificado     | Não qualificado     |
| DNQ     | 34 | Nicola Larini      | Lambo-Lamborghini  | Não qualificado     | Não qualificado     | Não qualificado     | Não qualificado     |
| DNQ     | 10 | Alex Caffi         | Footwork-Ford      | Não qualificado     | Não qualificado     | Não qualificado     | Não qualificado     |
| DNQ     | 35 | Eric Van de Poele  | Lambo-Lamborghini  | Não qualificado     | Não qualificado     | Não qualificado     | Não qualificado     |
| DNPQ    | 9  | Michele Alboreto   | Footwork-Ford      | Não pré-qualificado | Não pré-qualificado | Não pré-qualificado | Não pré-qualificado |
| DNPQ    | 17 | Gabriele Tarquini  | AGS-Ford           | Não pré-qualificado | Não pré-qualificado | Não pré-qualificado | Não pré-qualificado |
| DNPQ    | 31 | Pedro Chaves       | Coloni-Ford        | Não pré-qualificado | Não pré-qualificado | Não pré-qualificado | Não pré-qualificado |
| Fontes: |    |                    |                    |                     |                     |                     |                     |

## Tabela do campeonato após a corrida
| Pos.    | Piloto           | Pontos |
| ------- | ---------------- | ------ |
| 1       | Ayrton Senna     | 71     |
| 2       | Nigel Mansell    | 49     |
| 3       | Riccardo Patrese | 34     |
| 4       | Gerhard Berger   | 28     |
| 5       | Nelson Piquet    | 22     |
| Fontes: |                  |        |

| Pos.    | Construtor       | Pontos |
| ------- | ---------------- | ------ |
| 1       | McLaren-Honda    | 99     |
| 2       | Williams-Renault | 83     |
| 3       | Ferrari          | 35     |
| 4       | Benetton-Ford    | 30     |
| 5       | Jordan-Ford      | 13     |
| Fontes: |                  |        |

- Nota: Somente as primeiras cinco posições estão listadas.